# Tivadar (keresztnév)
A Tivadar férfinév a Teodor név magyar alakja. Fejlődési alakja: Teodor, Tiodor, Tiadar, Tivadar.[forrás?] Női párja: Teodóra.

## Rokon nevek
- Fedor:[1] a Teodor név orosz alakja;[3] (helyesebben: Fjodor – Фёдор, egyházi alakja: Feodor - Феодор)
- Teodor:[1] görög eredetű férfinév, a jelentése Isten ajándéka.[4]
- Tódor:[1] a Teodor magyar rövidülése.[2]

## Gyakorisága
Az 1990-es években a Tivadar igen ritka, a Fedor, Teodor és a Tódor szórványos név volt, a 2000-es években nem szerepelnek a 100 leggyakoribb férfinév között.

## Névnapok
Tivadar
- április 20.[2]
- április 30.[2]
- június 28.[2]
- szeptember 19.[2]
- november 9.[2]

Teodor
- augusztus 16.[4]
- szeptember 2.[4]
- november 9.[4]
- december 27.[4]
- december 28.[4]

Fedor
- július 12.[3]
- november 9.[3]

Tódor
- február 6.[2]
- február 7.[2]
- szeptember 19.[2]
- október 11.[2]
- december 28.[2]

## Idegen nyelvi változatai
- Θεόδωρος (Theodōros) (görög)
- Theodorus (latin)
- Theodore (angol)
- Theodoor (holland)
- Theodor (német, román)
- Teodoro (spanyol, olasz)
- Fjodor, Fedor (orosz)
- Федір (Fegyir) (ukrán)
- Todor (bolgár)

## Híres névviselők

### Híres Tivadarok, Tódorok
- Ács Tivadar történész, újságíró
- Bilicsi Tivadar színész
- Csontváry Kosztka Tivadar festő
- Duka Tivadar orvos, India-kutató, Kőrösi Csoma Sándor hagyatékának feldolgozója
- Farkasházy Tivadar újságíró, humorista
- Herzl Tivadar író, politikus, Izrael állam megálmodója
- Kanizsa Tivadar kétszeres olimpiai bajnok vízilabdázó
- Magyari Tivadar erdélyi egyetemi tanár, szociológus, a kolozsvári egyetem magyar részének volt rektora; író, humorista
- Török Tivadar színész
- Puskás Tivadar, a telefonközpont feltalálója
- Szántó Tivadar zongoraművész, zeneszerző
- Uray Tivadar színművész
- Kármán Tódor mérnök, feltaláló
- Béza Tódor református teológus

### Híres Teodorok, Fedorok
- Teodor Aaron román történész
- Theodor Adorno német filozófus és zeneszerző
- Theodor Baillet von Latour
- Theodor Billroth
- Fjodor Mihajlovics Dosztojevszkij orosz író
- Theodor Fontane német író
- Theodore Freeman amerikai űrhajós
- Theodor Höpingk heraldikus
- Theodore Roosevelt amerikai elnök
- Fjodor Vasziljevics Rüdiger orosz gróf és lovassági tábornok
- Fjodor Ivanovics Saljapin orosz énekes
- Teodor Shkodrani albán egyházi személy
- Theodor Stolojan román politikus, miniszterelnök
- Theodor Storm német író
- Fjodor Vasziljevics Tokarev szovjet-orosz fegyvertervező
- Fjodor Ivanovics Tyutcsev orosz költő és diplomata
- Todor Zsivkov a Bolgár Kommunista Párt volt főtitkára
- Theodor Körner osztrák politikus, szövetségi elnök
- Theodore Kaczynski amerikai anarchista terrorista
- Todor Proeski macedón énekes, zeneszerző
- Radevszki Teodor bolgár film- és tévérendező

### Híres Fegyirek
- Sándor Fegyir ukrán–magyar kétnemzetiségű filozófus, szociológus, pedagógus, turisztikai szakértő, egyetemi tanár, Ukrajna magyarországi kijelölt nagykövete